# Devisentermingeschäft
Devisentermingeschäft (auch Devisenforward; englisch foreign exchange forward oder abgekürzt englisch FX forward) ist ein Termingeschäft mit Devisen als Basiswert. Komplementärbegriff ist das Devisenkassageschäft.
Devisenkurse unterliegen mehr oder weniger großen Schwankungen, die für Anleger, Exporteure oder Importeure kaum vorhersehbar und nicht kalkulierbar sind. Diese Marktteilnehmer sind jedoch beim Geschäftsabschluss in Fremdwährung darauf angewiesen, ihr damit verbundenes Ziel (Rendite oder Gewinn) auch realisieren zu können. Dieses Ziel könnte jedoch durch die nach Geschäftsabschluss eintretenden Veränderungen des Wechselkurses (im Extremfall durch Abwertung oder Aufwertung) konterkariert werden. Um dies zu verhindern, können als Sicherungsgeschäfte insbesondere Devisentermingeschäfte oder Devisenoptionsgeschäfte getätigt werden.
Bei einem Devisentermingeschäft verkaufen die Kontrahenten Währungspaare, sie tauschen also eine Fremdwährung gegen die Inlandswährung oder gegen eine andere Fremdwährung. Die gegenseitig verkauften Währungspaare sind erst zu einem späteren als dem beim Kassageschäft marktüblichen Termin zu erfüllen, wobei bereits am Handelstag der Zeitpunkt der Erfüllung (Termin) ebenso wie der für die Erfüllung geltende Kurs (Terminkurs) und der Betrag (Kontraktgröße) zwischen den Handelspartnern festgelegt werden und am Erfüllungstag unabhängig von der aktuellen Kurssituation zu erfüllen sind.

## Arten
Ein alleinig abgeschlossenes Devisentermingeschäft heißt reines Devisentermingeschäft, Outright- oder Solo-Termingeschäft. Wird das Devisentermingeschäft hingegen mit einem Devisenkassageschäft oder mit einem Devisentermingeschäft mit abweichender Fälligkeit kombiniert, liegt ein Devisenswapgeschäft vor. Etwa 45 % aller Devisentransaktionen entfallen auf Swap-Geschäfte, während Outright-Transaktionen 15 % ausmachen. Devisentermingeschäfte werden weltweit außerbörslich gehandelt, Gegenparteien sind meist Kreditinstitute. Sie werden in allen gängigen Währungen und Laufzeiten von 1–12 Monaten, manchmal auch darüber hinaus, angeboten.
Devisentermin- und Devisenkassakurs stimmen nicht überein, sondern zwischen beiden besteht ein Kursunterschied. Der Devisenterminkurs ist abhängig vom Kassakurs derselben Währung, von der Laufzeit des Geschäfts und von der Zinsdifferenz zwischen den betroffenen Währungen. Hauptgrund ist das unterschiedliche Zinsniveau zwischen Inland und Ausland. Je höher die Zinsdifferenz ausfällt, umso höher sind die absoluten Kursunterschiede zwischen Devisentermin- und Devisenkassakurs. Diese Kursunterschiede werden Auf- oder Abschlag (in der Fachsprache Report oder Deport) genannt; sie bilden gleichzeitig – auf das Jahr hochgerechnet – den Swapsatz. Der Swapsatz wird auch Kurssicherungskosten genannt, weil er von den Marktteilnehmern als Transaktionskosten zu tragen und als Risikoprämie für die Übernahme des Kursrisikos anzusehen ist.
- Von Deport (Abschlag) wird bei Mengennotierung gesprochen, wenn der Devisenterminkurs einer Währung unter ihrem Kassakurs liegt. In diesem Falle sind die vergleichbaren Zinsen im Ausland niedriger als im Inland.
- Ein Report (Aufschlag) liegt bei Mengennotierung vor, wenn der Devisenterminkurs einer Währung über ihrem Kassakurs liegt. Dann ist das inländische Zinsniveau niedriger als das ausländische.

Der Deport in der Mengennotierung entspricht einem Report in der Preisnotierung und umgekehrt. Der Devisenterminkurs errechnet sich entsprechend aus dem Devisenkassakurs zuzüglich Report bzw. abzüglich Deport.

## Rechtsfragen
Nach § 1 Abs. 11 Satz 4 Nr. 1 Kreditwesengesetz (KWG) sind Termingeschäfte der Kauf, Tausch oder anderweitig ausgestaltete Festgeschäfte oder Optionsgeschäfte, die zeitlich verzögert zu erfüllen sind und deren Wert sich unmittelbar oder mittelbar vom Preis oder Maß eines Basiswertes ableitet. Die Richtlinie 2004/39/EG über Märkte für Finanzinstrumente (kurz Finanzmarktrichtlinie oder MiFID) vom 21. April 2004 erwähnt in Anhang 1, Abschnitt C, Nummer 4 die Devisentermingeschäfte als „Terminkontrakte in Währungen“. Die Verordnung (EG) Nr. 1287/2006 vom 10. August 2006 erwähnt nicht ausdrücklich den Begriff des Termingeschäfts, sondern umschreibt es in Art. 38 Abs. 1c, wonach der Kontrakt „so standardisiert ist, dass insbesondere der Preis, die Handelseinheit, der Liefertermin oder andere Bedingungen hauptsächlich durch Bezugnahme auf regelmäßig veröffentlichte Preise, Standardhandelseinheiten oder Standardliefertermine bestimmt werden“. Aus Art. 38 Abs. 2 dieser Verordnung kann dann im Umkehrschluss gefolgert werden, dass bei Terminkontrakten die beiderseitige Erfüllung mehr als zwei Handelstage hinausgezögert ist. Das EU-Recht sucht nicht mehr den Bezug zu einem Terminmarkt, sondern wählt die Negativauslese des „Nicht-Kassageschäfts“.

### Rechtsprechung
Dem BGH zufolge besteht die besondere Gefährlichkeit der Devisentermingeschäfte darin, dass sie – anders als Kassageschäfte, bei denen der Anleger sofort Barvermögen einsetzen oder einen Kredit aufnehmen muss – durch den hinausgeschobenen Erfüllungszeitpunkt zur Spekulation auf eine günstige, aber ungewisse Entwicklung des Marktpreises in der Zukunft verleiten, die die Auflösung des Terminengagements ohne Einsatz eigenen Vermögens und ohne Aufnahme eines förmlichen Kredits durch ein gewinnbringendes Glattstellungsgeschäft ermöglichen soll.

### Verbindlichkeit der Termingeschäfte
Der zivilrechtlich in § 762 BGB vorgesehene Spiel- und Wetteinwand führt dazu, dass aus hiervon betroffenen Geschäften keine einklagbare Verbindlichkeit für den erklärenden Teil resultiert. Der Spiel- oder Wetteinwand kann nur von natürlichen Personen geltend gemacht werden, weshalb die Vorschrift im BGB zu finden ist. Um dennoch für beide Vertragsteile verbindliche Erfüllungspflichten entstehen zu lassen, sieht § 37e WpHG vor, dass der Spiel- und Differenzeinwand bei verbindlichen Devisentermingeschäften ausgeschlossen ist. Aus dieser Vorschrift folgt, dass Devisentermingeschäfte durchaus bloße Spiel- oder Differenzgeschäfte sein können; andernfalls hätte es des § 37e WpHG nicht bedurft. Nach § 37e Satz 2 WpHG kann der Spiel- oder Wetteinwand nach § 762 BGB nicht geltend gemacht werden, wenn bei Finanztermingeschäften mindestens ein Vertragspartner ein Unternehmen ist, das Finanztermingeschäfte mit Erlaubnis betreibt.
Nunmehr wird unabdingbar von Wertpapierdienstleistungsunternehmen verlangt, den Verbraucher über die besonderen Risiken der Finanztermingeschäfte vor deren Abschluss zu informieren. Erfolgt diese Information jedoch nicht oder nicht richtig, ist die Rechtsfolge nicht mehr die Unverbindlichkeit der abgeschlossenen Termingeschäfte, sondern ein Schadensersatzanspruch des Verbrauchers, der für den Verbraucher nach Auffassung des Gesetzgebers einen ausreichenden Schutz darstellt. Der Schadensersatzanspruch wird jedoch nunmehr als Verstoß sowohl gegen gesetzliche Nebenpflichten aus §§ 31, § 32 WpHG als auch gegen vorvertragliche Schutzpflichten aus §§ 31, 32 WpHG geahndet und kann zu einem Schadensersatzanspruch des Kunden gegen das Wertpapierdienstleistungsunternehmen nach § 280 Abs. 1 BGB führen. Ist ein informationspflichtiges Unternehmen der Vertragspartner des Verbrauchers, ist der Spieleinwand nach § 762 BGB ausgeschlossen (§ 37e WpHG). Werden diese gesetzlichen Voraussetzungen von den Handelsparteien erfüllt, ist die für Devisentermingeschäfte erforderliche Finanztermingeschäftsfähigkeit vorhanden.

## Zweck
Devisentermingeschäfte können der Absicherung, Spekulation oder Arbitrage dienen. Bei der Absicherung schließen Marktteilnehmer eine offene Devisenposition durch Abschluss eines kongruenten Devisentermingeschäfts. Besitzt beispielsweise ein Exporteur eine Exportforderung in US-Dollar mit dreimonatiger Laufzeit, so schließt er mit einem Kreditinstitut als Kontraktgröße die entsprechende Forderungshöhe mit dreimonatiger Laufzeit in Form eines Devisenterminverkaufs ab. Am Fälligkeitstag seiner Forderung erhält er aus dem Devisenterminverkauf von der Bank den am Abschlusstag vereinbarten US-Dollar-Betrag zum festgelegten Devisenterminkurs ohne Rücksicht auf die aktuelle Kursentwicklung und zahlt den Gegenwert. Das Kursrisiko wird dem Exporteur mithin abgenommen, nicht jedoch das Bonitätsrisiko des Importeurs und auch nicht das Länderrisiko. Beiden Risiken kann durch eine Exportkreditversicherung begegnet werden. Beim Importeur sind die Verhältnisse umgekehrt. Damit sichern sich Exporteur und Importeur gegen Kursrisiken ab, die sie ohne Devisentermingeschäft tragen müssten. Auf diese Weise können auch alle anderen Währungsforderungen und -verbindlichkeiten im internationalen Kreditverkehr, Dividenden- oder Zinsforderungen bzw. -verbindlichkeiten abgesichert werden. Devisenswapgeschäfte gehören zur Arbitrage, wenn beide Geschäfte zum selben Zeitpunkt abgeschlossen werden und damit die Kurse sicher sind. Diese Ausnutzung der Zinsdifferenzen wird Zinsdifferenzarbitrage genannt; sie lohnt sich solange, bis der vom Arbitrageur zu zahlende Swapsatz die Zinsdifferenz ausgleicht. Um Spekulation handelt es sich, wenn Devisentermingeschäfte ohne kommerziellen Hintergrund abgeschlossen werden, um hieraus einen Kursgewinn zu erzielen. Dazu gehört insbesondere der Leerverkauf, wenn ein Spekulant einen Devisenterminverkauf tätigt, ohne am Handelstag im Besitz der verkauften Devisen zu sein. Er hat Zeit, seine Verkaufsverpflichtung bis zum Fälligkeitstag durch einen Devisenterminkauf oder einen Devisenkassakauf glattzustellen. Devisenswapgeschäfte sind mithin dann spekulativ, wenn das Gegengeschäft nicht zum selben Zeitpunkt abgeschlossen wird. Dann handelt es sich um so genannte nicht erfüllbare Devisentermingeschäfte (englisch non deliverable forward contracts), bei denen die Vertragspartner lediglich den entstandenen Gewinn oder Verlust gegenseitig ausgleichen. Hierbei wird deutlich, dass Spekulanten überhaupt nicht am Basiswert interessiert sind. Absichernd eingesetzte Devisentermingeschäfte stellen innerhalb der Risikobewältigung eine Risikominderung dar.

## Besondere Vorschriften für Kreditinstitute
Kreditinstitute schließen untereinander im Interbankenhandel und mit Nichtbanken die meisten Devisentermingeschäfte ab. Nach Artikel 286 Abs. 2a Kapitaladäquanzverordnung haben sie ihre Geschäftspartner – in der Verordnung Gegenpartei genannt –  bezüglich ihrer Kreditwürdigkeit einer Kreditwürdigkeitsprüfung zu unterziehen. Dabei müssen Kreditentscheidungen zur Einräumung bankinterner Kreditlinien für Gegenparteien führen, um das Geschäftsvolumen für jede einzelne Gegenpartei zu limitieren. Für Devisentermingeschäfte sind bankinterne Kreditlinien als „pre-settlement-Limite“ einzuräumen, in denen die Wiederbeschaffungskosten der Kontrakte zu verbuchen sind. Das besondere Risiko liegt für Banken in der Laufzeit der Devisentermingeschäfte, weil sich während dieser Laufzeit der Marktwert des Termingeschäfts verändern kann. Eine Ausfallgefährdung der Gegenpartei tritt ein, wenn das Termingeschäft einen positiven Wiederbeschaffungswert aufweist und aus Sicht der Bank durch die Marktentwicklung eine Forderung gegen die Gegenpartei entsteht.

## Bilanzierung
Devisentermingeschäfte gelten bei der Bilanzierung als schwebende Geschäfte, wenn der Bilanzstichtag zwischen Handelstag und Erfüllungstag liegt. Im deutschen Handelsrecht sind schwebende Geschäfte nur bei einem drohenden Verlust in Form von Rückstellungen zu berücksichtigen (§ 249 Abs. 1 Satz 1 HGB). Handelstag ist nach IAS 39.AG55 der Tag, an dem das bilanzierende Unternehmen die Verpflichtung zum Kauf oder Verkauf eines Vermögenswerts eingegangen ist. Erfüllungstag ist der Tag, an dem ein Vermögenswert an oder durch das bilanzierende Unternehmen geliefert wird (IAS 39.AG56). Nach IFRS sind schwebende Devisentermingeschäfte am Handelstag als finanzielle Vermögenswerte oder finanzielle Verbindlichkeiten zu bilanzieren, weil das Unternehmen seitdem das Marktpreisrisiko trägt. Allerdings hat das symmetrische Termingeschäft am Handelstag den Wert Null, weil sich Rechte und Pflichten gegenseitig noch ausgleichen. Mit zunehmender Laufzeit kann sich der Marktwert dieser Geschäfte jedoch verändern. Bilanziert werden die voraussichtlichen Wiederbeschaffungskosten bei Kreditinstituten auf der Grundlage der Kreditbewertungsanpassung gemäß Art. 381 ff. Kapitaladäquanzverordnung.
Die Kreditinstituts-Rechnungslegungsverordnung bestimmt in § 36 Satz 1 und 2 RechKredV, dass bei Kreditinstituten in den Anhang eine Aufstellung über die Arten von noch nicht abgewickelten Termingeschäften aufzunehmen ist, die ein Erfüllungsrisiko und andere Risiken beinhalten. Hier sind die Termingeschäfte nach fremdwährungs-, zins- und preisrisikobezogenen eingeteilt.